# Новобурейский (городское поселение)
Рабо́чий посёлок (пгт) Новобуре́йский — упразднённое муниципальное образование со статусом городского поселения в составе Бурейского района Амурской области. 
Административный центр — посёлок городского типа Новобурейский.

## История
Муниципальное образование образовано в соответствии с Законом Амурской области от 11 ноября 2005 года № 92-ОЗ.
Упразднено в январе 2021 года в связи с преобразованием муниципального района в муниципальный округ.

## Население
| 2010  | 2011  | 2012  | 2013  | 2014  | 2015  | 2016  |
| ----- | ----- | ----- | ----- | ----- | ----- | ----- |
| 9307  | ↘9290 | ↘9032 | ↘8833 | ↘8542 | ↗8560 | ↘8421 |
| 2017  | 2018  | 2019  | 2020  |       |       |       |
| ↘7870 | ↘7754 | ↘7580 | ↘7435 |       |       |       |

## Состав сельского поселения
| № | Населённый пункт | Тип населённого пункта      | Население |
| - | ---------------- | --------------------------- | --------- |
| 1 | Новобурейский    | пгт, административный центр | ↘6676     |
| 2 | Николаевка       | село                        | ↘808      |